# علامت تیک
هفتک یا تیک (به انگلیسی: tick) (یونی‌کد: ✔ یا ☑) نشانه ای است که برای بیان مفهوم «بلی» مانند «بلی، این مورد بررسی شده است»، «بلی، این پاسخ درست است»، «بلی، این مورد تکمیل شده است» و … به کار می‌رود. نشانهٔ ضربدر هم گاهی برای این موضوع به کار می‌رود، اما در بیشتر وقت‌ها به معنای «خیر»، «نادرستی»، یا «خرابی» است.
به عنوان یک فعل، «تیک‌زدن» یا «برداشتن تیک»، به معنای افزودن یا حذف این نشانه است. استفاده از این نشانه مخصوصاً در فرم‌های چاپ‌شده، اسناد چاپ‌شده و رایانه‌ها (جعبه بررسی را ببینید) در محل‌هایی که جعبه‌هایی برای تیک‌زدن وجود دارد رایج است.